# ناتیده
ناتیده (Gnathiidae) نام تیره‌ای از جورپایان دریایی است. اعضای این خانواده شامل ۲۰۰ گونه در ۱۲ جنس می‌باشد. اعضای این خانواده عمدتاً به عنوان انگل خارجی ماهیان استخوانی و غضروفی مطرح می‌باشد. حالت انگلی این جانور موقت است و فقط در مرحله لاروی رخ می‌دهد و جانور بالغ غالباً مستقل هستند.
پراکنش این جانوران در گستره وسیعی، از سواحل تا اعماق افیانوس‌ها می‌باشد از آبسنگ‌های مرجانی، حرا و اسفنج‌ها حضور دارند. برخی از گونه‌ها به عنوان یک آفت در مزارع پرروش ماهی به حساب می‌باشد.

## سرده‌ها
منطبق بر WoRMS اعضای پذیرش شده این خانواده شامل شامل 12 جنس یا سرده می‌باشد که عبارتند از:
- Afrignathia Hadfield & Smit, 2008
- Bathygnathia Dollfus, 1901
- Bythognathia Camp, 1988
- Caecognathia Dollfus, 1901
- Elaphognathia Monod, 1926
- Euneognathia Stebbing, 1893
- Gibbagnathia Cohen & Poore, 1994
- Gnathia Leach, 1814
- Monodgnathia Cohen & Poore, 1994
- Paragnathia Omer-Cooper & Omer-Cooper, 1916
- Tenerognathia Tanaka, 2005
- Thaumastognathia Monod, 1926